# Dušan Bogičević
Dušan Bogičević –en serbio, Душан Богичевић– (Smederevo, Yugoslavia, 28 de abril de 1990) es un deportista serbio que compitió en remo. Ganó tres medallas en el Campeonato Europeo de Remo entre los años 2009 y 2014.

## Palmarés internacional
| Campeonato Europeo | Campeonato Europeo  | Campeonato Europeo | Campeonato Europeo |
| Año                | Lugar               | Medalla            | Prueba             |
| ------------------ | ------------------- | ------------------ | ------------------ |
| 2009               | Brest (Bielorrusia) | Medalla de bronce  | Doble scull        |
| 2011               | Plovdiv (Bulgaria)  | Medalla de plata   | Doble scull        |
| 2014               | Belgrado (Serbia)   | Medalla de oro     | Dos sin timonel    |